# 2713 Люксембург
2713 Люксембу́рг (2713 Luxembourg) — астероїд головного поясу. Відкритий 19 лютого 1938 року бельгійським астрономом Еженом Дельпортом.
Тіссеранів параметр щодо Юпітера — 3,303.